# Begoña Vía-Dufresne
Begoña Vía-Dufresne Pereña (Barcelona, 13 de febrero de 1971) es una deportista española que compitió en vela en la clase 470. Es hermana de la también regatista olímpica Natalia Vía-Dufresne.
Participó en los Juegos Olímpicos de Atlanta 1996, obteniendo una medalla de oro en la clase 470 (junto con Theresa Zabell). Ganó dos medallas de oro en el Campeonato Mundial de 470, en los años 1995 y 1996, y una medalla de oro en el Campeonato Europeo de 470 de 1994.

## Palmarés internacional
| \| Juegos Olímpicos \| Juegos Olímpicos \| Juegos Olímpicos \| Juegos Olímpicos \| \| Año \| Lugar \| Medalla \| Clase \| \| ------------------ \| ------------------------- \| ---------------- \| ---------------- \| \| 1996 \| Atlanta ( Estados Unidos) \| Medalla de oro \| 470 \| \| Campeonato Mundial \| \| \| \| \| Año \| Lugar \| Medalla \| Clase \| \| 1995 \| Toronto ( Canadá) \| Medalla de oro \| 470 \| \| 1996 \| Porto Alegre ( Brasil) \| Medalla de oro \| 470 \| \| Campeonato Europeo \| \| \| \| \| Año \| Lugar \| Medalla \| Clase \| \| 1994 \| Röbel ( Alemania) \| Medalla de oro \| 470 \| |                           |                |       |
| Juegos Olímpicos |                           |                |       |
| Año | Lugar                     | Medalla        | Clase |
| 1996 | Atlanta ( Estados Unidos) | Medalla de oro | 470   |
| Campeonato Mundial |                           |                |       |
| Año | Lugar                     | Medalla        | Clase |
| 1995 | Toronto ( Canadá)         | Medalla de oro | 470   |
| 1996 | Porto Alegre ( Brasil)    | Medalla de oro | 470   |
| Campeonato Europeo |                           |                |       |
| Año | Lugar                     | Medalla        | Clase |
| 1994 | Röbel ( Alemania)         | Medalla de oro | 470   |